# 東京グラフィックサービス工業会
公益社団法人東京グラフィックサービス工業会（とうきょうグラフィックサービスこうぎょうかい、略称：東京グラフィックス、菅野潔会長）は、軽印刷会社・グラフィックサービス関連業者を中心に1962年（昭和37年）4月28日に設立（旧名・東京軽印刷工業会）された。都内約300の会員を有する印刷・情報処理業に関わる法人で、東京都知事認定の公益法人。

## 概要
上部組織は、全国に支部を持つ約800社で構成する一般社団法人日本グラフィックサービス工業会（略称・ジャグラ、中村耀会長）があり、東京グラフィックスはその中核支部。会員には中小印刷業者やＩＴ・情報処理業者が多く、従業員数は平均16人。事業推進は委員会を中心におこなわれ、機関誌「月刊東京グラフィックス」の発行、経営者・幹部を対象にしたセミナーの開催など会員向けサービスの提供をおこなっている。

### プライバシーマーク審査
個人情報保護事業の一環として、東京グラフィックスではプライバシーマーク審査（審査機関はジャグラ）を行っており、会員企業100社以上がＰマークを認定取得している。東京グラフィックス所属企業の３分の１がＰマークを認定取得している計算になり、他審査機関・団体と比べ高い取得率である。